# Adoração dos Reis Magos (Rubens, Antuérpia)
A Adoração dos Reis Magos é uma pintura a óleo sobre tela de 1624 de Peter Paul Rubens, medindo 447 cm por 336 cm. Foi encomendado por Matthæus Yrsselius, abade da Abadia de São Miguel, Antuérpia, como retábulo, e pago em duas parcelas de 750 florins cada em 1624 e 1626. Acredita-se que a Virgem Maria tenha sido inspirada na primeira esposa de Rubens, Isabella Brant. A pintura está agora no Museu Real de Belas Artes de Antuérpia.

## Temática
A Adoração dos Reis Magos (do título da seção em latim da Vulgata, A Magis adoratur) é o nome tradicionalmente dado ao tema cristão parte da Natividade, no qual os três reis magos, representados como reis vindos do oriente, tendo encontrado Jesus ao seguir a estrela de Belém, colocam aos pés do Menino Jesus presentes de ouro, incenso e mirra. Eles também o adoram como "rei dos judeus". Este evento foi relatado no Evangelho de Mateus.